# Gesù Nuovo
Gesù Nuovo (Novi Jezus) je ime cerkve in trga v Neaplju v Italiji. Stoji tik pred zahodno mejo zgodovinskega središča mesta. Jugovzhodno od zvonika lahko vidite ulico stran Fountain of Monteoliveto in trg cerkve Sant'Anna dei Lombardi. Trg je rezultat širitve mesta proti zahodu, ki se je začela v začetku 16. stoletja pod vladavino španskega podkralja Pedra Alvareza de Toleda. Trg Gesù Nuovo vsebuje tri pomembne znamenitosti:
- Cerkev Gesù Nuovo
- Cerkev Santa Chiara
- Steber ali guglia Brezmadežne Device

## Cerkev Gesù Nuovo

### Zgodovina
Cerkev Gesù Nuovo je bila prvotno palača, zgrajena leta 1470 za Roberta Sanseverina, princa Salerna. Jezuiti so že zgradili cerkev s tem imenom v Neaplju, ki se danes imenuje Gesú Vecchio. Politične spletke družine Sanseverino so povzročile zaplembo premoženja in v 1580-ih letih prodano jezuitom za 45.000 dukatov za gradnjo cerkve (1584–1601) pod vodstvom arhitekta Giuseppeja Valeriana. Pri gradnji je pomagala tudi lokalna podpora, vključno s Roberto Carafo, grofico Maddaloni. V gradnjo so bili vključeni tudi sosednji vrtovi Isabelle Feltria, Principessa di Bisignano. Gradnja cerkve se je začela leta 1584. Nova cerkev je ohranila nenavadno fasado, prvotno zgrajeno za palačo, obloženo z rustikalnimi diamantnimi izboklinami iz klesanega kamna.
Ko so leta 1767 jezuite izgnali iz Neaplja, je cerkev prešla v frančiškanski red. Jezuiti so se vrnili leta 1821, le da so bili ponovno izgnani leta 1848.

## Notranjost
Freske na oboku, ki predstavljajo svetopisemske in svetniške pripovedi, ki poveličujejo Jezusovo ime, sta izvedla Belisario Corenzio in Paolo de Matteis. Na zadnji strani fasade je Izgon Heliodora iz templja (1725), baročna mojstrovina Francesca Solimena. Na štirih stebrih, ki podpirajo kupolo, so freske štirih evangelistov, delo Giovannija Lanfranca. Notranjost kupole je prav tako okrasil Lanfranco, vendar je bila ta uničena v potresu leta 1688. Paolo de Matteis je nato prebarval novo kupolo. Freske o življenju Device, postavljene na drugi del oboka do apside, so delo Massima Stanzioneja.
Oltar obdajajo trije bronasti reliefi na podstavku iz črnega marmorja: na levi Večerja v Emavsu (Salvatore Irdi), na desni Obljuba evharistije v Kafarnaumu in na sredini reprodukcija Zadnje večerje Leonarda da Vincija. Ta zadnja dva reliefa je delo Gennara Calìja.
Nad oltarjem je s poučnimi in zgodovinskimi simboli o skrivnosti evharistije osem doprsnih kipov svetnikov, ki so slavili evharistijo. Od leve proti desni so medaljoni svetih Julijane Lieške, Stanislava Kostke, Tomaža Akvinskega, Frančiška Borgie, Gaetana Thiena in blaženega Lanfranca Canterburyjskega. Gennaro Calì je dokončal štiri medaljone; tretji in četrti doprsni kip sta delo Costantina Labarbere.

### Kapela obiskanja
Kapela obiskanja ima oltarno sliko Massima Stanzioneja. Pod oltarjem je bronasta žara s posmrtnimi ostanki svetega Jožefa Moscatija (1880–1927), učitelja biokemije na Univerzi v Neaplju in glavnega zdravnika Ospedale degli Incurabili, ki ga je papež Janez Pavel II. 25. oktobra 1987 razglasil za svetnika. Na levi strani je prikazan profesor s študenti, na sredini svetnik, razsvetljen z evharistijo, na desni pa zdravnik, ki tolaži trpeče in bolne v bolnišnici. Leta 1990 so levo od oltarja postavili bronasti kip svetnika delo Pier Luigi Sopelsa.

### Kapela svetega Frančiška Ksaverija
V kapeli svetega Frančiška Ksaverja oltarna slika prikazuje svetega Frančiška Ksaverja ob videnju Device Marije, ki ga pripisujejo Giovanniju Bernardinu Azzolinu. V zgornjem delu tri stenske slike Luce Giordana in freske na oboku Corenzia in De Matteisa predstavljajo epizode iz svetnikovega življenja.

### Kapela svetega Frančiška Borgia
Platno, postavljeno v kapeli sv. Frančiška Borgie (1510–1572), pripisujejo Sebastianu Conci.

### Kapela Presvetega srca
Na koncu desne ladje je kapela Srca Jezusovega, nekoč posvečena Sveti Trojici. Freske na stranskih stenah je izdelal Belisario Corenzio. Slika, ki predstavlja Sveto Trojico s skupinami svetnikov, katere avtor je Guercino, je zdaj postavljena na eni strani kapele sv. Ignacija.
Oltarna slika prikazuje Devico z Detetom Jezusom in 3 svetimi mučenci, ki jo pripisujejo Giovanniju Bernardinu Azzolinu (1560–1610).

### Kapela Kristusovega rojstva
Ima oltarno sliko Girolama Imparata.

### Kapela svetega Ignacija Lojolskega
V tej kapeli sta dva kipa David in Jeremija, delo Cosima Fanzaga. Pomagal je tudi dokončati okrasitev kapele, obnovljene po potresu leta 1688. Na zgornjem delu slike Ribere prikazujejo epizode iz življenja svetnika: ko je prejel pravila reda od Device, ko je prejel odobritev reda od papeža Pavla II., in poveličevanje svetnika. Freske na oboku z epizodami iz življenja sv. Ignacija, delo De Matteisa. Princ Venosa Carlo Gesualdo, ki je bil slavni skladatelj in zloglasni morilec svoje žene in njenega ljubimca, je pokopan pred kapelo sv. Ignacija.

### Kapela Križanega
V kapeli je lesen kip križanega Kristusa z Blaženo Devico in sv. Janezom, ki ga je izklesal Francesco Mollica, učenec Michelangela Naccherina. Angele, ki držijo Veronikino tančico, je naslikala šola Vaccaro. Stropne freske s Kristusovo zgodbo je naslikal Giovanni Battista Benaschi, retuširal pa Petronsio. Benashi je naslikal tudi trikotne lunete na oltarju.
Oba mogočna stranska relikviarija s 70 doprsnimi kipi svetnikov v zlatem lesu je večinoma leta 1617 izdelal neapeljski rezbar Giovan Battista Gallone.
Zakristija vsebuje freske Aniella Falconeja. Lavabo na zadnji strani je delo Dionisia Lazzarija iz polikromiranega marmorja.